# Metappana ethiopica
Metappana ethiopica là một loài bướm đêm trong họ Noctuidae.